# Floh-Knöterich
Der Floh-Knöterich (Persicaria maculosa Gray, Synonyme: Polygonum persicaria L. und Persicaria maculata (Raf.) Fourr.), auch Pfirsichblättriger Knöterich und wie andere Pflanzen auch Flohkraut genannt, ist eine Pflanzenart aus der Familie der Knöterichgewächse (Polygonaceae).
Bestäubt wird sie vor allem durch Insekten wie Fliegen, Hautflüglern und Faltern, doch es kann auch Selbstbestäubung vorkommen. Die langlebigen Samen keimen nur an Licht und werden durch den Menschen, durch Verdauung oder über das Wasser (schwimmfähige Samen) ausgebreitet.

## Beschreibung

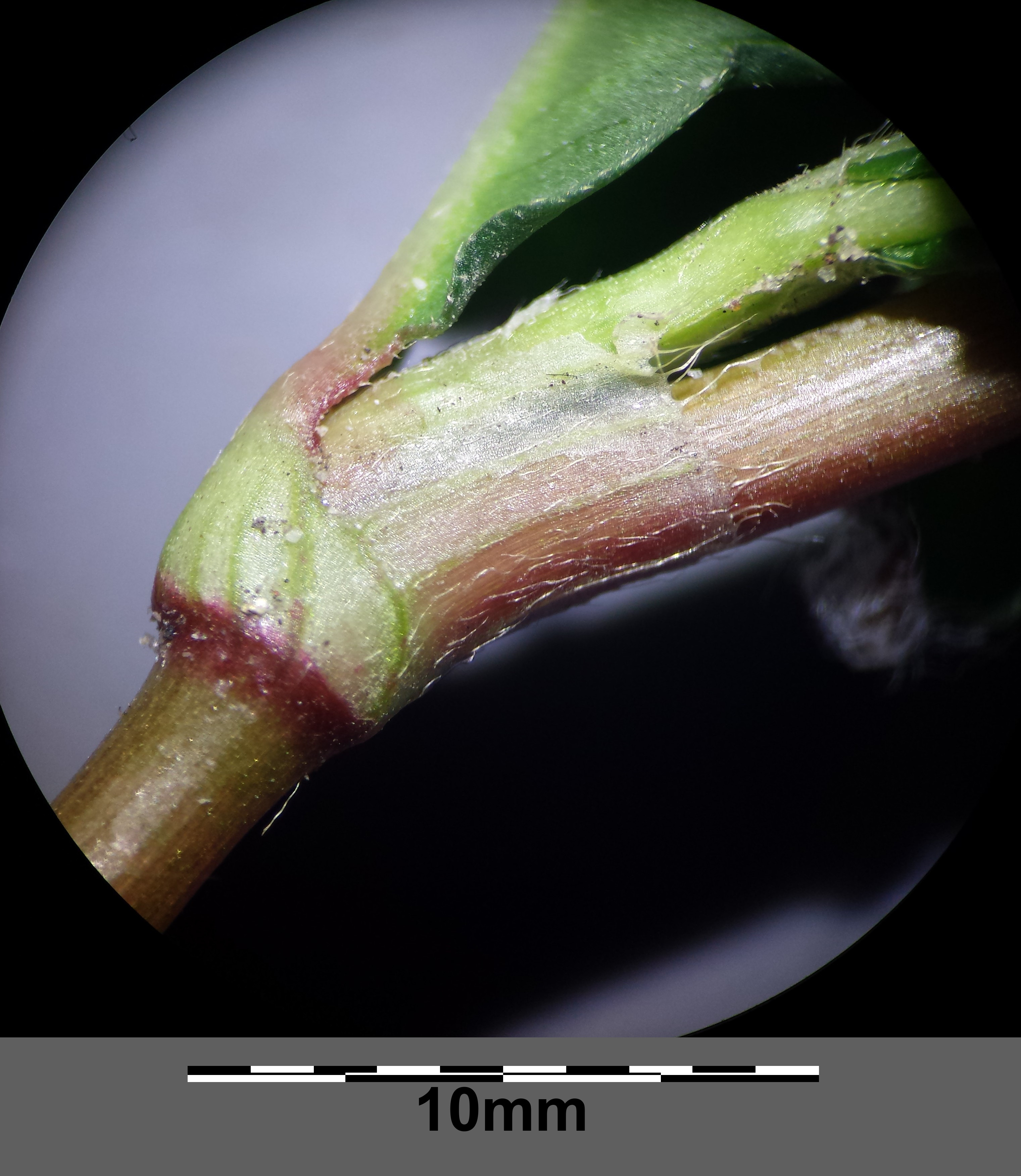
Die Nebenblattscheide (Ochrea) ist anliegend behaart und oben lang bewimpert.

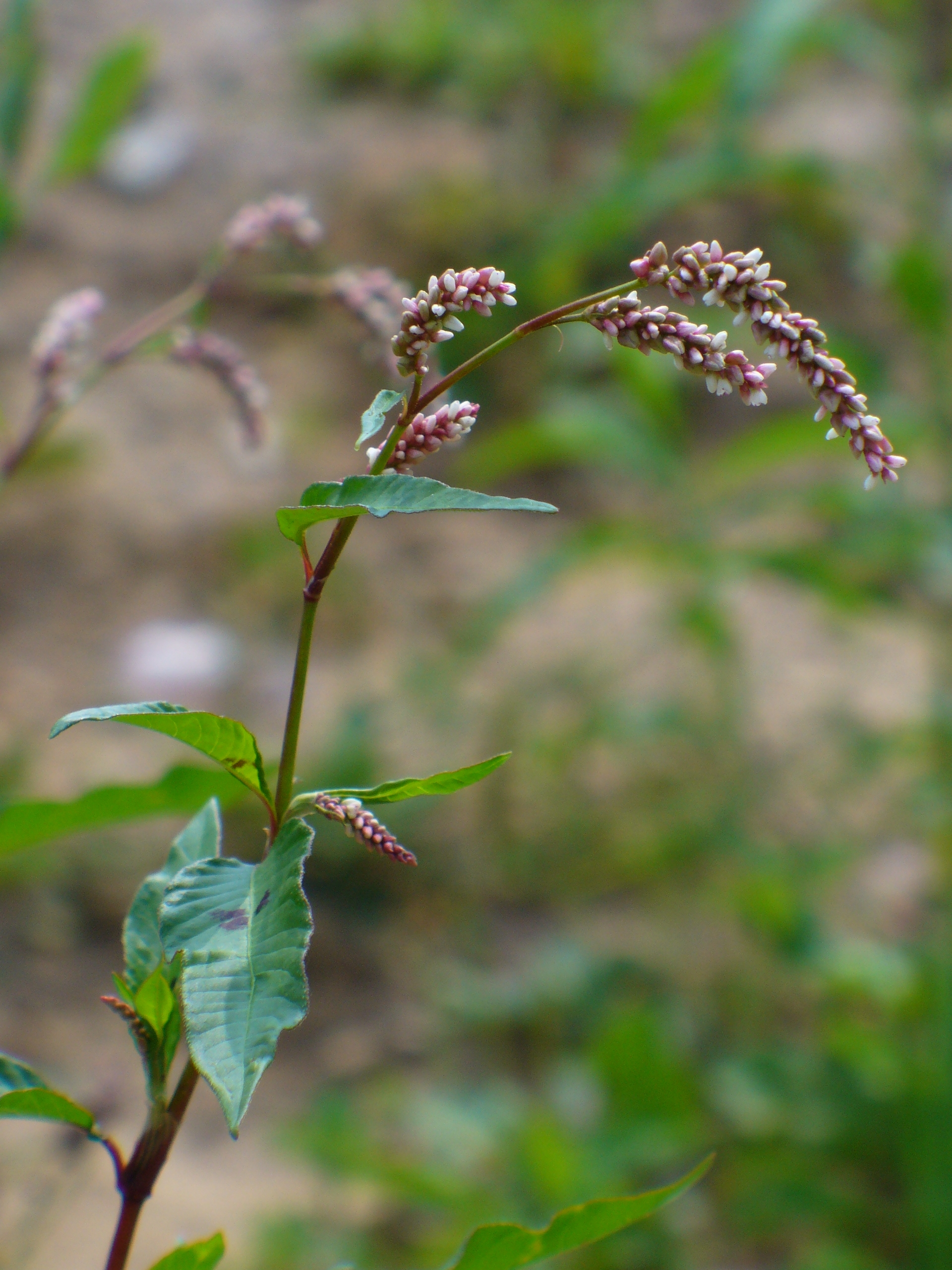
Floh-Knöterich (Persicaria maculosa)

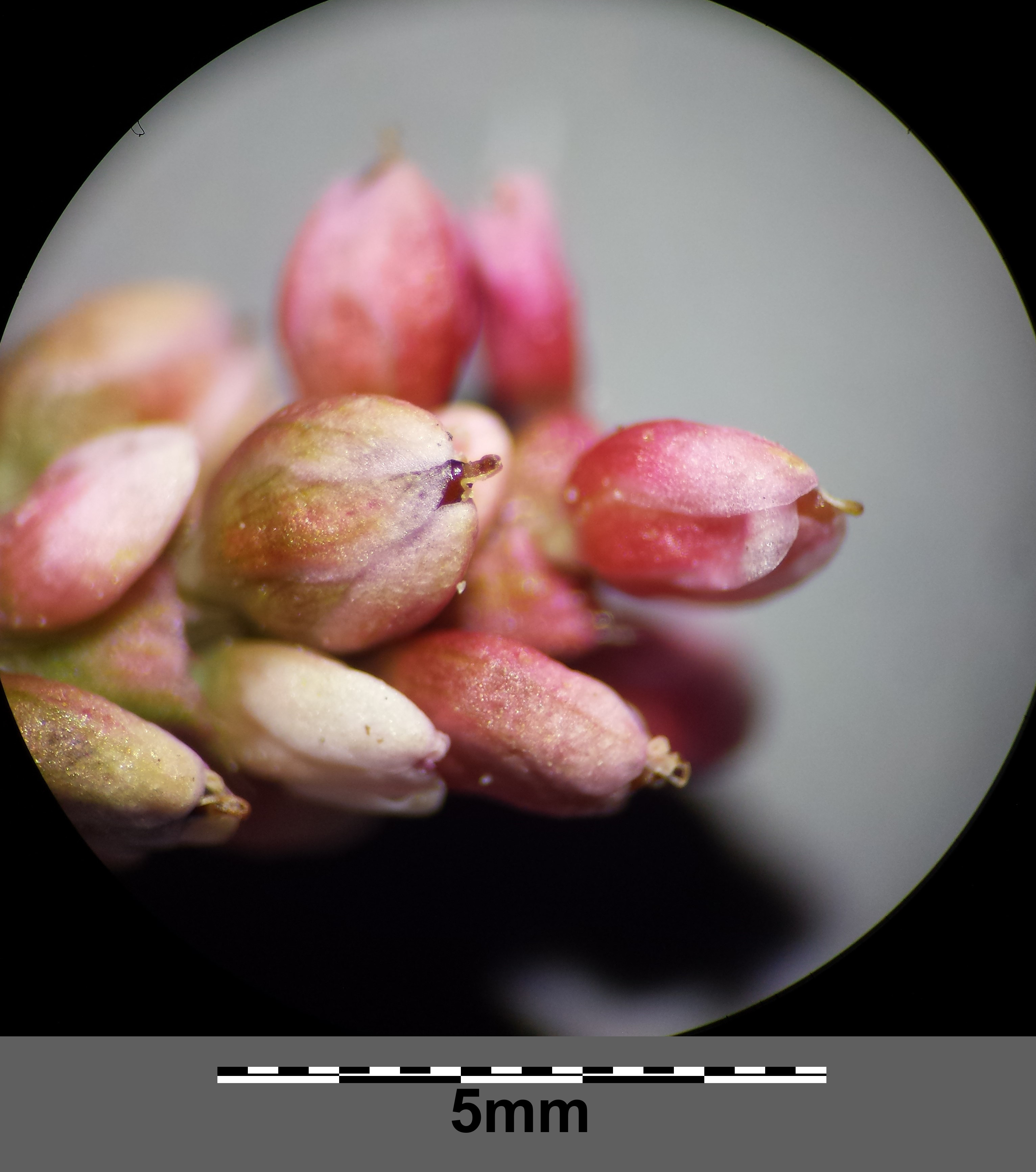
Scheinähre mit Blüten

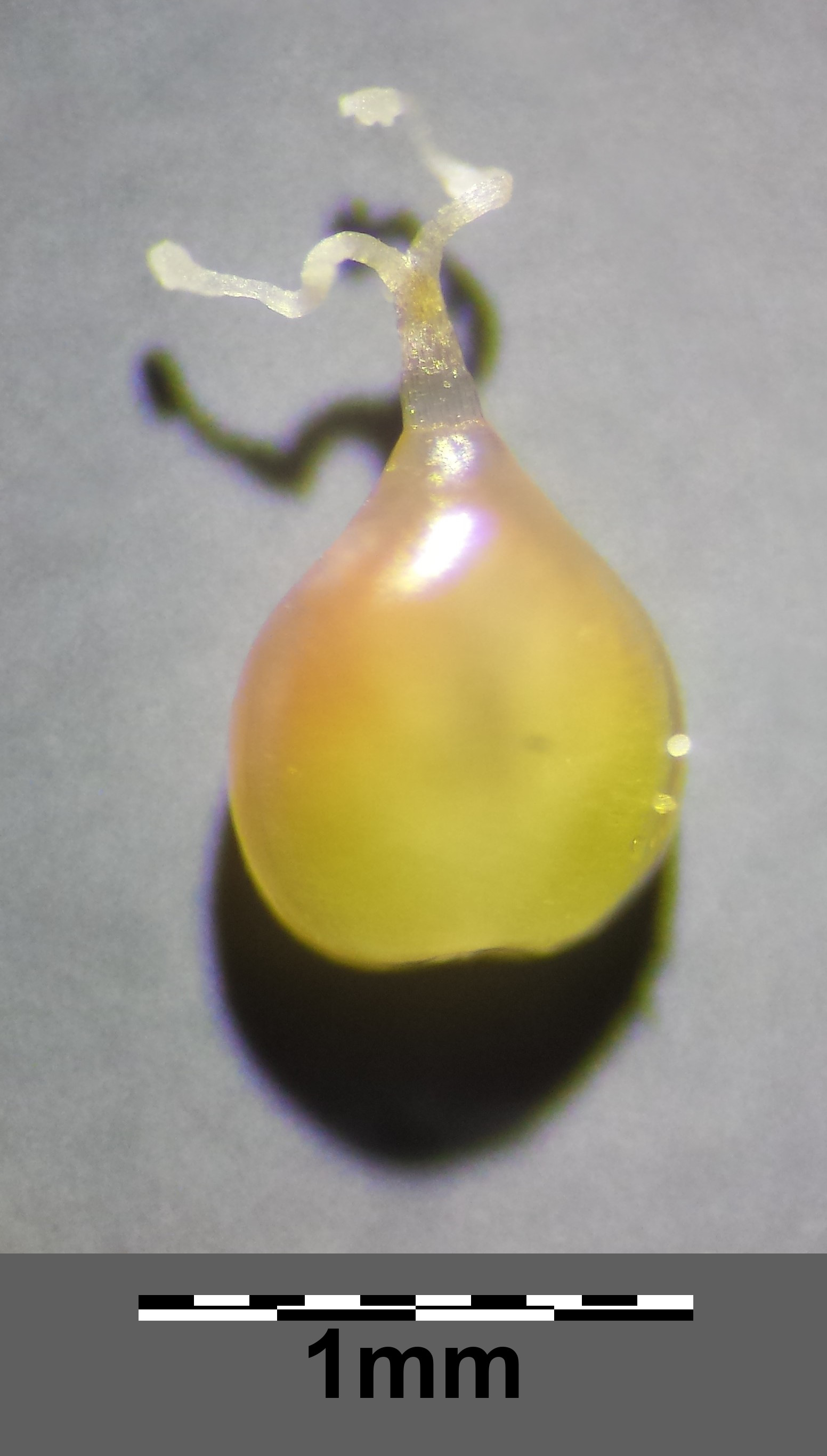
Fruchtknoten mit zwei am Grund miteinander verwachsenen Griffeln.

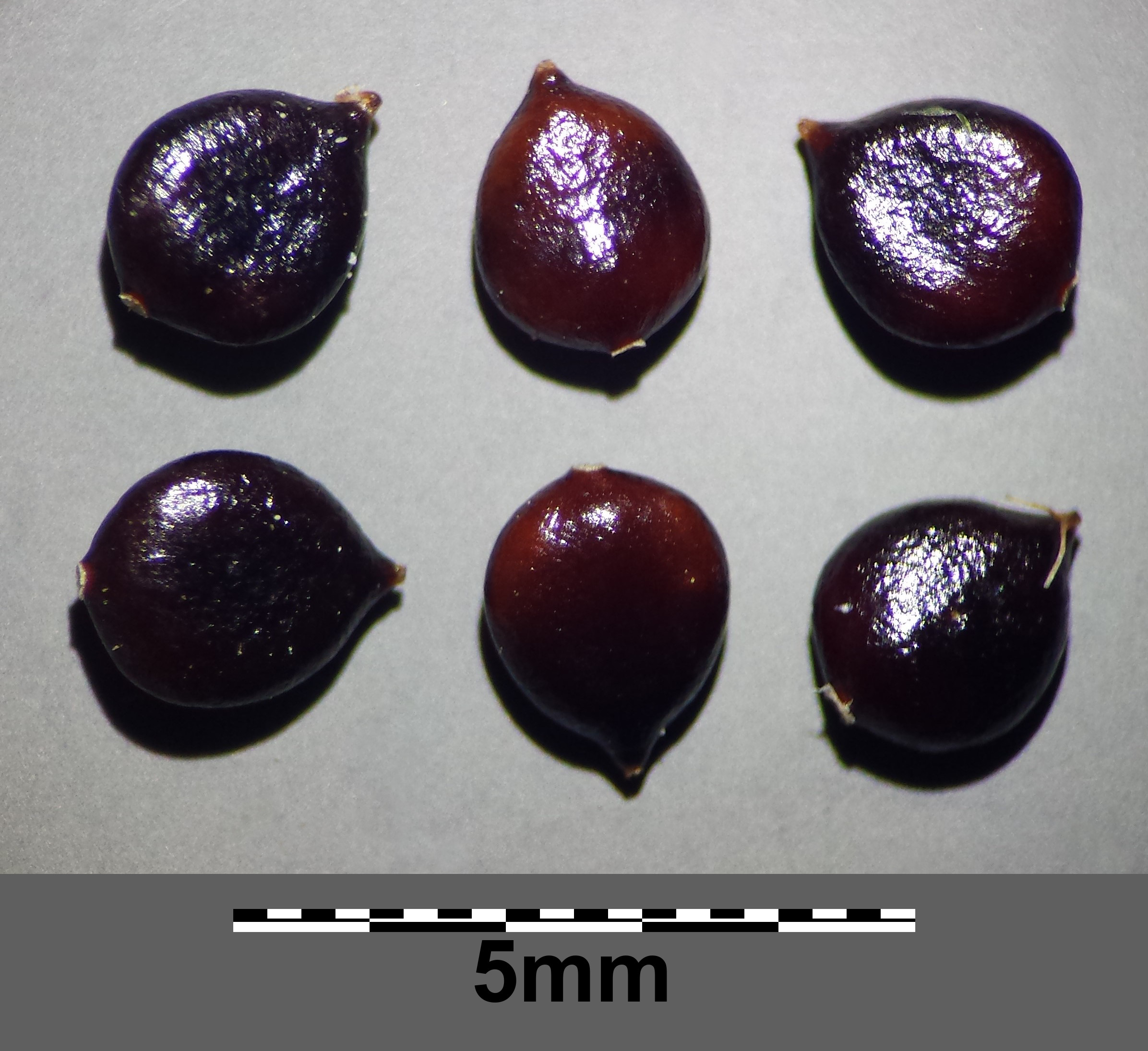
Früchte

Der Floh-Knöterich  ist eine einjährige krautige Pflanze, die Wuchshöhen von etwa 40 bis 80 Zentimetern erreicht, selten nur 5 Zentimeter klein bleibt oder bis 130 Zentimeter groß wird. Der Floh-Knöterich besitzt eine verzweigte Pfahlwurzel. Er wurzelt bis zu 35 Zentimeter tief.
Die Stängel wachsen meist halb-niederliegend oder aufrecht, sie sind einfach oder verzweigt, kahl oder etwas behaart. Die lanzettlichen Laubblätter sind vier- bis sechsmal so lang wie breit, sie haben meist einen dunklen Fleck. Seine Ochrea ist behaart und besitzt oberseits etwa 2 mm lange Wimpern. Der Blattstiel ist meist kürzer als die halbe Breite des dazugehörigen Blattes. Die Blattspreite hat unterseits nie eine Filzbehaarung. 
Die zylindrisch-ährigen Blütenstände sind dichtblütig und etwa 10 bis 45 mm (bis 60 mm) lang. Seine rötlichen oder grünen Blüten sind etwa 3 mm lang und überdecken sich halb dachziegelartig. Die Deckblätter der Blüten sind mit deutlichen Wimpern versehen. Die glänzenden Früchte sehen linsenartig aus, sind einseitig gewölbt oder dreikantig und sind reif dunkelbraun oder schwarz und 2 bis 3 mm lang.
Der Floh-Knöterich blüht von Juli bis Oktober.
Die Chromosomenzahl der Art ist 2n = 44 oder 40.

## Vorkommen
Der Floh-Knöterich ist circumpolar verbreitet. Er kommt ursprünglich in den gemäßigten Zonen Asiens, in Nepal und Indonesien und im europäischen Russland vor. In weiteren Ländern ist er ein Neophyt.
Er ist eine nährstoffsanspruchsvolle Pflanze (starker Stickstoffzeiger) und ist daher meist an vom Menschen beeinflussten Ruderalstellen zu finden. So kommt er auf feuchten Äckern, an Schuttplätzen, Halden, Wegrändern oder Flussufern in ganz Mitteleuropa außer den Alpen häufig vor. Er ist in Mitteleuropa eine Charakterart der Ordnung Polygono-Chenopodietalia, kommt aber auch in Gesellschaften der Ordnung Bidentetalia oder des Verbands Sisymbrion vor.
In den Allgäuer Alpen steigt er auf der Seealpe bei Oberstdorf bis zu 1250 m Meereshöhe auf.

## Gefährdung und Schutzmaßnahmen
Da für diese Art keinerlei Bedrohungen bekannt sind, stuft die IUCN diese Art als Least Concern (gering gefährdet) ein.